# Klaus-Dieter Flick
Klaus-Dieter Flick (en Alemania en 1937) es un agente financiero de derecha y coleccionista de recuerdos nazis. Se dio a ser conocido como un recaudador condenado judicialmente de objetos devocionales nazis. Vive en Kitzeberg, un barrio acomodado de Heikendorf en el fiordo de Kiel. Flick se dio a conocer internacionalmente en 2015 por el asunto del tanque de la Wehrmacht Panzer V Panther instalado en un salón de honor en su refugio nuclear. Las informaciones periodísticas al respecto dieron la vuelta al mundo y se publicaron en The New York Times, en The Washington Post, en Le Monde y en The Guardian (Londres). entre otros.

## Biografía

#### Buscar arte nazi

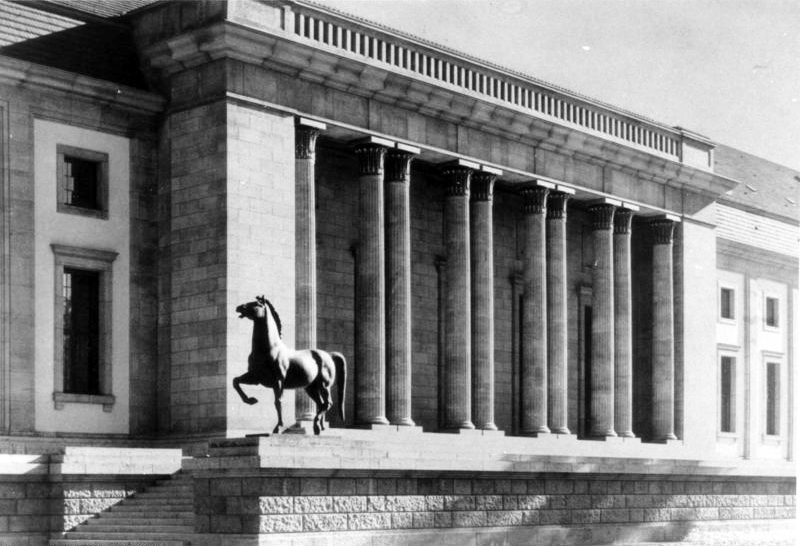
"Caballos a la zancada", nueva Cancillería del Reich (frente al jardín), Berlín, 1939

El ‘asunto de los tanques’ se desencadenó a raíz de la búsqueda de dos estatuas nazis de bronce de tamaño superior al natural, los "Caballos a la zancada", que flanquearon la escalinata del jardín hasta 1945 dela nueva Cancillería del Reich de Adolf Hitler en Berlín. Los caballos fueron creados en 1939 por el escultor nacionalsocialista Josef Thorak para la nueva Cancillería. Después del final de la guerra y la demolición de la Cancillería en 1947-1948, las esculturas se almacenaron durante décadas en la base soviética de Eberswalde, cerca de Berlín. Después de eso, se les dio por perdidos. No fue hasta 2015 cuando los investigadores de la Oficina Estatal de Investigación Criminal de la Renania-Palatinado (LKA) tuvieron conocimiento de los "caballos de Hitler" porque aparentemente se pusieron a la venta. Según estimaciones, habrían recaudado hasta 8 millones de euros en el mercado negro. Solo el valor material de los caballos de bronce, que pesan varias toneladas, se estimó en una suma de seis cifras.
La LKA, apoyada por el detective de arte holandés Arthur Brand (investigador), encontró rápidamente lo que buscaba. Las esculturas fueron confiscadas a un comerciante de Bad Dürkheim. Antes de eso, dice Flick, las esculturas estuvieron en su jardín durante dos años, donde también eran claramente visibles para el público. Al parecer, además de esculturas de caballos y armas de la Wehrmacht, la búsqueda también afectó a otras obras de arte nazis, por ejemplo, una estatua nazi titulada "La Wehrmacht" de Arno Breker. Originalmente se encontraba en el portal central del patio interior de la Cancillería del Reich. Esta estatua aún se conserva en el jardín de la Villa Flick. Sin embargo, según el abogado de Flick, Peter Gramsch, se trata de una copia.

#### El asunto del tanque

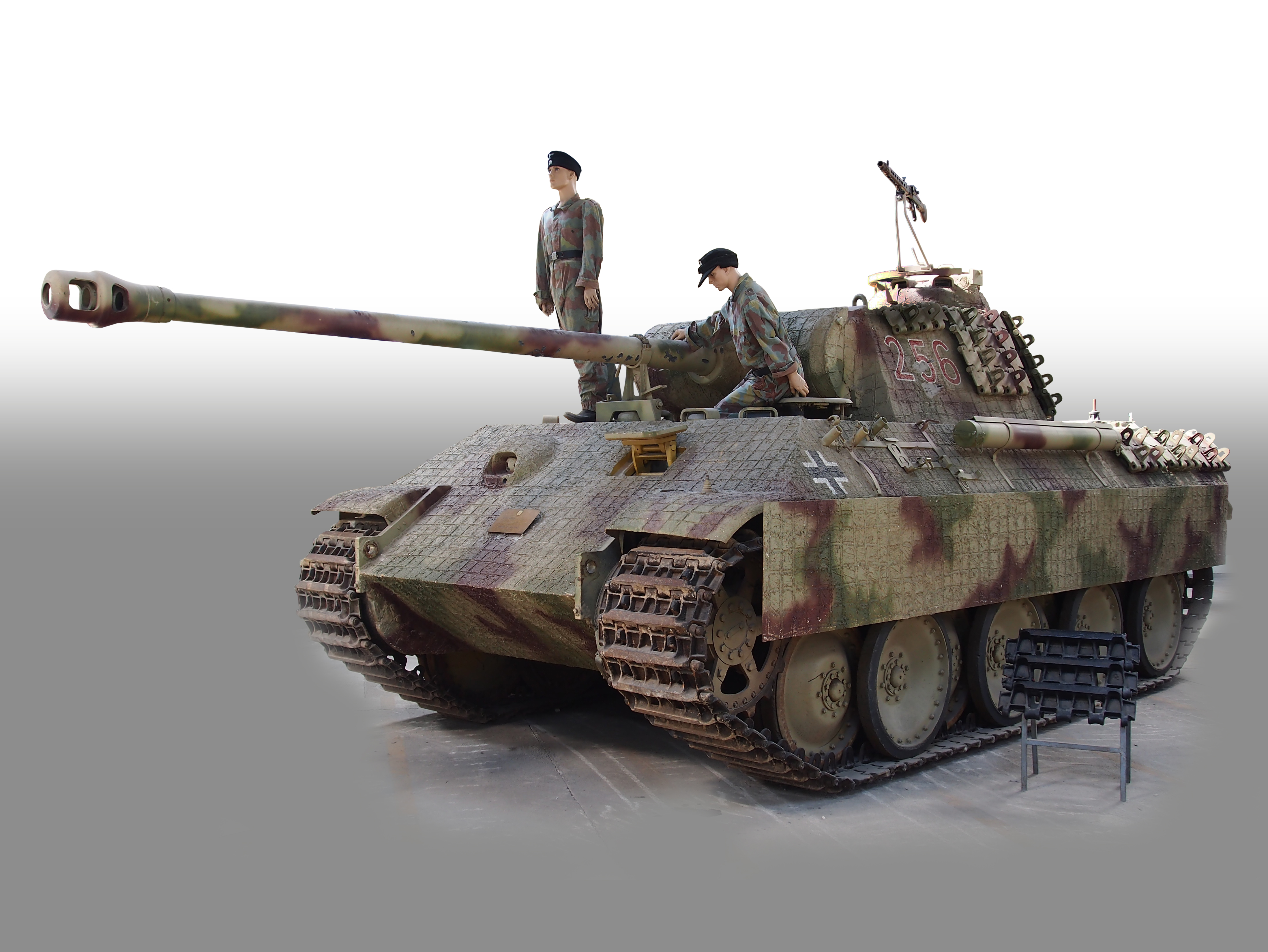
Wehrmacht Panzer V Panther, "Musée des Blindés" (Francia)

Tras la confiscación de las esculturas ecuestres por la policía de Bad Dürkheim, la entonces fiscal Birgit Heß siguió buscando bienes robados y a los destinatarios que pudieran haber participado en la venta de arte nazi. Se encontró con Flick, quien, sin embargo, negó su participación en la venta. Al registrar su propiedad, la policía encontró un búnker nuclear subterráneo construido durante la Guerra Fría y decorado con insignias nazis. Además de un tanque Panther de 43 toneladas que medía dos metros de ancho y cinco de largo, encontraron todo un arsenal.
Entre ellos había un cañón antiaéreo de 8,8 centímetros, un torpedo, un mortero, ametralladoras y fusiles de asalto, subfusiles, una gran cantidad de pólvora nitrocelulósica en una caja metálica y unos 1.000 cartuchos de munición.Además de un tanque Panther de 43 toneladas, dos metros de ancho y cinco de largo, encontraron todo un arsenal.
La fiscalía de Kiel había estado investigando el caso desde 2017. Según informes de los medios, acusó a Flick de violar la Ley de Control de Armas de Guerra y la ley de armas de fuego, El 'Panther' fue retirado en mayo de 2015 en una compleja campaña de recuperación de dos días con la ayuda de un tanque de auxilio del ejército, incautado y llevado al área de entrenamiento militar de Putlos, cerca de Wangels, para probar si la supuesta desmilitarización se había producido realmente. El acusado afirmó que había registrado correctamente todas las armas. Según un certificado del Distrito de Plön, de fecha 31 de octubre de 2005, el tanque supuestamente perdió su "estatus de arma de guerra". Sin embargo, la fiscal general Birgit Heß, responsable en ese momento, declaró que, no obstante, el fiscal no conocía un permiso que le diera derecho al hombre a la posesión de los objetos confiscados.
En este contexto, la fiscalía también investigó denuncias según las cuales el dueño del tanque trabajó en estrecha colaboración con agencias y miembros de la Bundeswehr durante la restauración del 'Panther'. En 2015, el Ministerio de Defensa confirmó que expertos del ejército alemán habían renovado el tanque para el Sr. Flick con la ayuda de la 'Wehrtechnischen Dienststelle' (Departamento técnico de defensa, WID 41) en Trier, el museo de tanques en Munster y la 'Wehrtechnischen Studiensammlung' (Colección de estudios de ingeniería de defensa, WTS) del ejército alemán en Coblenza. Pagó debidamente € 28.317 por estos servicios de apoyo. Independientemente de esto, se dice que un empleado del arsenal de naval (Marine-Arsenal), Kiel, fue enviado durante tres años en la década de 1970, décadas antes del asunto que rodeó la restauración del tanque 'Panther' en 2015, para tratar con un motor de tanque oxidado (probablemente para un tanque 'Tiger'), rescatado de las dunas de Flandes, para ser restaurado en nombre de Flick en el arsenal naval de Kiel. En el curso de la investigación resultó que tanto los ciudadanos como las autoridades de Heikendorf sabían en general que Flick había estado en posesión de varios tanques y otros sistemas de armas de la Wehrmacht durante décadas. En un documental de NDR-TV de 1985, se puede ver a la 'Pantera' que ahora ha sido retirada conduciendo con sus propias cadenas hacia el búnker.

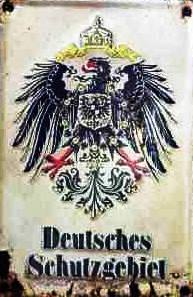
Letrero "Protectorado alemán", en la puerta de la propiedad, 2015

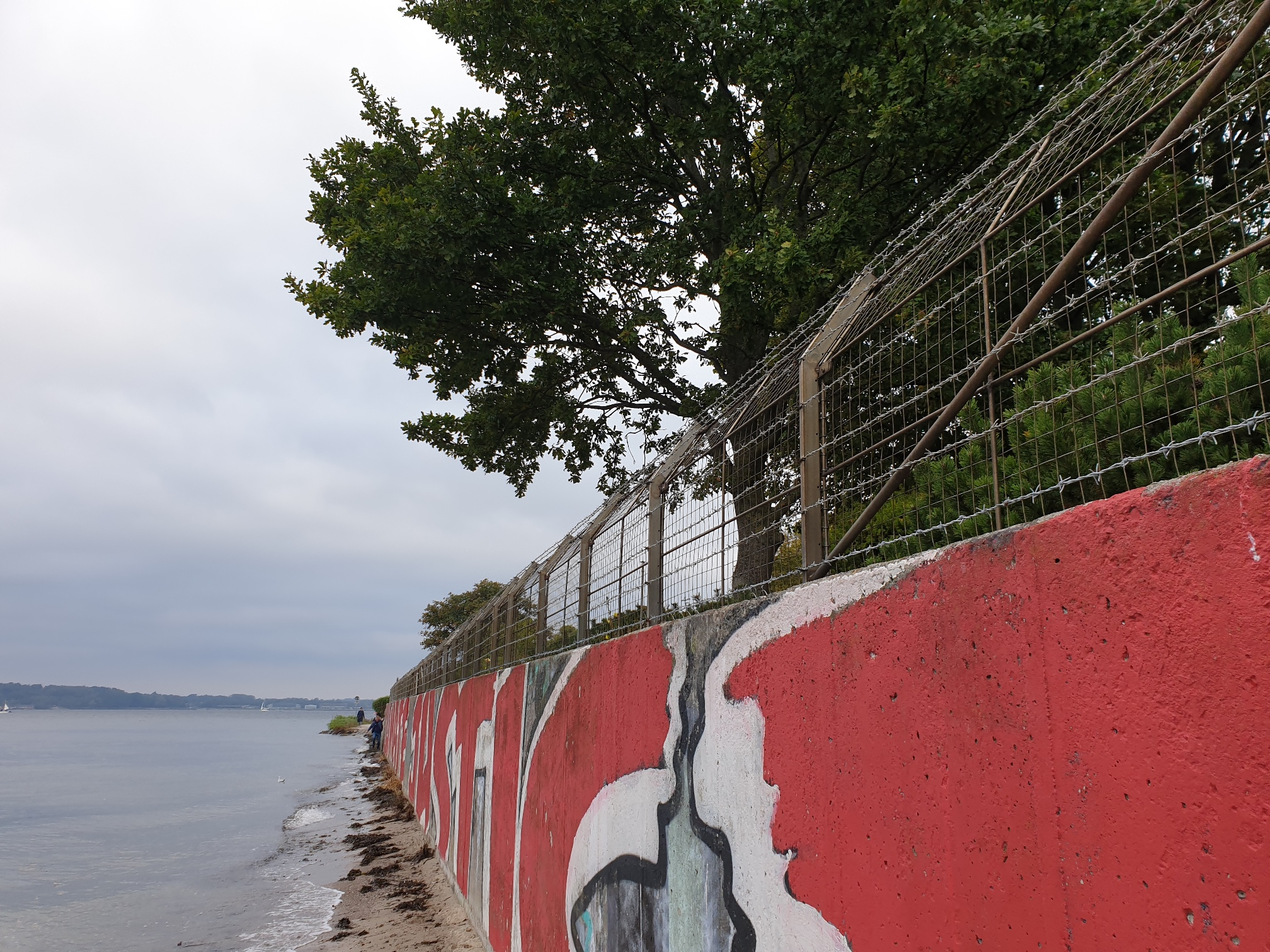
Propiedad Flick asegurada, junto al mar, 2020

En las décadas anteriores, Flick aparentemente poseía aún más tanques. Entre otras cosas, condujo personalmente un tanque de la Wehrmacht con el que ayudó a despejar las calles de Kitzeberg (un municipio rico de Heikendorf) para operaciones de emergencia durante el desastre de la nieve de 1978/79. En la década de 1970, según testigos presenciales, a menudo se sacaban tanques del estacionamiento subterráneo de Flick para evitar que los motores se oxidaran, y se decía que el rugido de los motores se escuchaba desde lejos. Probablemente también brindó ayuda al vecindario al sacar tocones de árboles de la tierra con su tanque. Por lo tanto, era respetado en su barrio. Sin embargo, entonces el 'Panzer' había sido supuestamente un vehículo blindado de transporte de personal. Este último supuestamente fue entregado más tarde a un amigo, que vive en la orilla oeste del fiordo de Kiel en Düsternbrook (un municipio rico de Kiel), el mismo comprador, que también compró el vehículo anfibio de Flick, probablemente un Volkswagen Schwimmwagen, con el que Flick había "enriquecido" los eventos de navegación de la Semana de Kiel al menos una vez en la década de 1980.
Por otro lado, según declaraciones de un poblador, aparentemente neonazis con una esvástica tatuada en el cuello recogieron una carga de torpedos, sin que esto pareciera cuestionable ni para las autoridades ni para los pobladores. Al menos hasta 2015, el letrero "Protectorados alemanes" (alemán: ‘Schutzgebiete’) en la puerta de entrada, así como la bandera imperial alemana, ondeando en el asta, se podían ver en la propiedad.  Señales similares son utilizadas a menudo por la agrupación ultraderechista del movimiento ’’Reichsbürger’’, algunos de los cuales también viven en Kitzeberg (Heikendorf).
La propiedad aún está protegida por cámaras de vigilancia y un muro de hormigón con cercas de alambre de púas en la costa. Debido a su gran tamaño, este último ha sido una superficie de proyección popular para consignas políticas de activistas. En la década de 1970 se escribió aquí con letras altas como un hombre, para que pudiera ser leído incluso por transbordadores de pasajeros y cruceros que pasaban: “Este campo de concentración me pertenece enteramente” (en vernáculo), hoy dice: “Clima Justice”.
El juicio en el caso Panzer de 2015 en el Tribunal Regional de Kiel se retrasó aún más y estaba programado para comenzar en el otoño de 2020. Después de seis años de procedimientos contra el ahora 'recolector militar' de 84 años, el 3 de agosto de 2021 se emitió un veredicto relativamente moderado. El acusado fue condenado a un año y dos meses de libertad condicional por posesión no autorizada de armas, municiones y explosivos. Por la extraordinaria duración del proceso, se consideraron cumplidos cuatro meses. Flick también tuvo que pagar una multa de 250.000 €. Los jueces valoraron como atenuantes de la pena su elevada edad, la falta de condenas previas y su confesión. Se ordenó a Flick que entregara el tanque y el cañón antiaéreo en un plazo de dos años sin compensación. El abogado de Flick, Gerald Goecke, se mostró complacido y satisfecho con el veredicto,

bandera imperial alemana

A principios de julio de 2021, también resultó que Flick está relacionado y es amigo cercano de otro 'fanático de las armas' de Kiel de 48 años como un 'tío nominal'. Este último vive en el distrito noble de Düsternbrook, cerca del fiordo de Kiel. Ya fue blanco de la policía en 1997 cuando confiscaron armas de sus posesiones de la Wehrmacht. Además, el 17 de agosto de 2020 se produjo una violenta explosión en su casa, que llamó al lugar a los bomberos profesionales. La policía sospechaba que el recolector de armas y militaria había manejado explosivos, pero no pudo probar nada. Desde 2021, la fiscalía de Kiel está investigando la sospecha inicial de que los dos 'fanáticos de las armas' eran asistentes de un ex dentista de Westensee que asesinó a tres personas seis semanas antes en Dänischenhagen y Kiel. Se dice que el asesino obtuvo las armas (incluida una metralleta israelí 'Uzi') de los dos 'tontos de las armas'. También se dice que el traficante de Düsternbrook, de 48 años, desmanteló el arma después del crimen y la 'desechó' en secreto en varios lugares, incluso en el fiordo de Kiel cerca del monumento al submarino en Möltenort (Heikendorf), no lejos de la propiedad de Flick,

## Literatura
- Sandra Dassler (2015): Nazi-Kunst aus der Reichskanzlei - Rechtsstreit um Hitlers Bronzepferde. Berlin: Der Tagesspiegel, 14. Dezember 2015.
- Roman Deininger und Friederike Zoe Grasshoff (2015): Panzer im Keller – Schützenfest. Süddeutsche Zeitung, 3. Juli 2015
- Eckard Gehm (2015): Nach Razzia in Heikendorf bei Kiel : Panzer in Villa: Bundeswehr half bei Instandsetzung. 'Kieler Nachrichten' (shz.de), 22. Juli 2015
- Sven Felix Kellerhoff (2015): Zweiter Weltkrieg - Braune Kunst - Polizei findet Hitlers verschwundene Bronze-Pferde. Berlin: Die Welt, 20. Mai 2015.
- Justin Wm. Moyer and Lindsey Bever (2015): Mystery of Hitler’s missing horse statues solved. The Washington Post, 21 de mayo de 2015
- Oliver Nephuth (2015): Oh weh, Herr Flick hat Ärger. Facebook-account: ‚‘‘Oliver Nephuth‘‘, 1. Juli 2015.
- RND/dpa (2020): Heikendorf: Prozess gegen Panzer-Sammler nicht vor Herbst. Archivado el 30 de septiembre de 2020 en Wayback Machine., 'Kieler Nachrichten', 6. August 2020.
- Alison Smale and Jesse Coburn (2015):Sleuth Work Leads to Discovery of Art Beloved by Hitler. The New York Times, 25 de junio de 2015
- Paul Wagner und Günter Schellhase (2015): Polizei ermittelt gegen Kunstsammler – Hitlers Bronzepferde standen in Heikendorf., 'Kieler Nachrichten', 24. Mai 2015.